# 理查德·泰勒·雅各布
理查德·泰勒·雅各布（Richard Taylor Jacob，1825年3月13日—1903年9月13日），美国政治家、律师，曾在1863年至1864年，担任肯塔基州副州长。尽管他是一名奴隶主，在美国内战期间，他忠于联邦政府，并招募第9肯塔基州志愿骑兵团参战。
由于雅各布支持作为美国民主党候选人的乔治·B·麦克莱伦竞选1864年总统选举，肯塔基州州长托马斯·E·布朗莱特让联邦指挥官逮捕了雅各布，并在美国内战期间驱逐出肯塔基州，送往弗吉尼亚州里士满。雅各布随后向亚伯拉罕·林肯申诉，并获允许返回肯塔基州。

## 早期生涯
理查德·泰勒·雅各布出生于肯塔基州奥尔德姆县的一个很有影响力的家族。他的父亲约翰·耶利米·雅各布是著名的商人和房地产商。他的兄弟查尔斯·唐纳德·雅各布连任三届路易斯维尔市市长。他的姐妹苏珊嫁给政治家亨利·克莱之子詹姆斯·布朗·克莱；詹姆斯·克莱代表肯塔基州出任联邦众议院议员。雅各布父亲约翰·耶利米·雅各布，常常与雅各布的远方表亲弄混。后者也叫约翰·J·雅各布 （1829–1893），曾任西弗吉尼亚州州长。
1825年，雅各布开始学习法律，并到南美游学。当熊旗暴动爆发时，他碰巧在加利福尼亚州。随后他加入约翰·C·弗里蒙特将军的骑兵部队，并授上尉军衔。当弗里蒙特在华盛顿特区就加州活动接受审讯时，雅各布为他作证。
与此同时，雅各布遇到弗里蒙特的妻弟莎拉·本顿，也是美国参议员托马斯·哈特·本顿之女。两人迅速坠入爱河，并于1848年1月结婚。之后数年，他们迁居莎拉位于密苏里州的农场。1855年，雅各布在肯塔基州奥尔德姆县俄亥俄河旁购买了取名为“林地”的农场，随后全家迁徙进入。他随后把农场改名为“克利夫顿”。

## 美国内战
1859年，雅各布作为美国民主党候选进入肯塔基州众议院。1860年，他支持约翰·C·布雷肯里奇竞选美国总统。但是当美国内战爆发后，他仍然对联邦效忠，并努力阻止肯塔基州面临分裂或进入美利坚联盟国。
1862年，他招募起有1244名士兵的第9肯塔基州志愿骑兵团，并在次年率部参加战役，包括抵抗1863年的摩根突袭。
同年，雅各布作为托马斯·E·布朗莱特的竞选搭档，出任肯塔基州副州长。然而两人和合作并未长久。雅各布攻击1863年《奴隶解放宣言》，认为该宣言并不合理，因为许多肯塔基州奴隶主都对联邦效忠，但是他们没有因释放奴隶而获得相应赔偿。同年，雅各布妻子莎拉去世。1864年，雅各布支持作为美国民主党候选人的乔治·B·麦克莱伦竞选1864年总统选举。当时负责肯塔基州的联邦指挥官史蒂芬·G·伯布瑞吉将军因为他严苛的手段，包括基于不可靠证据而对有嫌疑的间谍进行处决，在州内受到广大的争议和质疑。为确保林肯在肯塔基州获胜，伯布瑞吉以攻击林肯政府名义逮捕了雅各布，并把雅各布押往位于南方前线的弗吉尼亚州里士满。
雅各布否认曾经反对联邦，并向林肯总统申诉。最终，林肯相信了雅各布，或者至少成功抚慰了肯塔基州的雅各布支持者。总统允许雅各布访问华盛顿特区，并给予他释放信。雅各布随后返回肯塔基州。1865年，他与劳伦·威尔斯结婚。

## 晚年
晚年的雅各布竞选美国国会众议院、上诉法院书记官，但均未能当选。1876年，他被选为奥尔德姆县法院法官，但是没有连任。
与此同时，雅各布加入美国共和党。1895年至1899年，他担任路易斯维尔的公园理事。1903年9月13日，他在路易斯维尔去世。